# Lijst van familiale verbanden tussen Belgische politici
De politiek in België is bekend om het feit dat bij vele politici en adviseurs de ouders of een andere bloedverwant ook al politici waren of zijn. Men spreekt daarom weleens van "politieke dynastieën". Hieronder volgt een lijst die opgesplitst is in Nederlandstalige en Franstalige politici en verder nog per politieke partij.

## Politici verkozen in Nederlandstalige kiesomschrijvingen

### CD&V(en voorgangers Katholieke Partij en CVP)
1. Ludwig Caluwé, schoonzoon van Herman Suykerbuyk
2. Joachim Coens, zoon van Daniël Coens
3. Emmanuel de Bethune, kleinzoon van Félix de Bethune (KP) en schoonzoon van Karel van Cauwelaert de Wyels (KP)
4. Jean-Baptiste de Bethune (KP), neef van Félix de Bethune (KP)
5. Sabine de Bethune, dochter van Emmanuel de Bethune en kleindochter van Karel van Cauwelaert de Wyels (KP)
6. Jean de Bethune, zoon van Emmanuel de Bethune en kleinzoon van Karel van Cauwelaert de Wyels (KP)
7. Karel van Cauwelaert de Wyels (KP), neef van Frans Van Cauwelaert (KP)
8. Stefaan De Clerck, zoon van Albert De Clerck
9. Tony De Clerck, zoon van Albert De Clerck
10. Marie De Clerck, dochter van Stefaan De Clerck
11. Felix De Clerck, zoon van Stefaan De Clerck
12. Pieter De Crem, zoon van Jan De Crem
13. Dominique Dehaene, zoon van Luc Dehaene
14. Tom Dehaene, zoon van Jean-Luc Dehaene
15. Hendrik de Mérode-Westerloo (KP), zoon van Karel de Mérode-Westerloo (KP)
16. Roel Deseyn, neef van Marc Deseyn en kleinzoon van René Lefebvre
17. Paul De Vidts, zoon van Romain De Vidts
18. Carl Devlies, zoon van Paul Devlies
19. Mark Eyskens, zoon van Gaston Eyskens
20. Hilde Houben-Bertrand, dochter van Alfred Bertrand
21. Anne Martens, dochter van Wilfried Martens
22. Ludovic Moyersoen, zoon van Romain Moyersoen
23. Jan Piers, schoonzoon van Gustave Sap
24. Louis Roppe jr., zoon van Louis Roppe sr.
25. Miet Smet, dochter van Albert Smet en echtgenote van Wilfried Martens
26. Marcel Storme, schoonzoon van August de Schryver
27. Arnold t'Kint de Roodenbeke (KP), zoon van Henri t'Kint de Roodenbeke (KP)
28. Ilse Uyttersprot, dochter van Raymond Uyttersprot
29. Fernand Vandamme, zoon van Pierre Vandamme
30. Robert Vandekerckhove, broer van Rik Vandekerckhove (Volksunie) en schoonbroer van Albert De Clerck
31. Eric Van Rompuy, broer van Herman Van Rompuy
32. Peter Van Rompuy, zoon van Herman Van Rompuy en Geertrui Windels
33. Thomas Van Rompuy, zoon van Herman Van Rompuy en Geertrui Windels
34. Joseph d'Ursel, kleinzoon van Charles-Joseph d'Ursel (KP)
35. Georges Vilain XIIII (KP), zoon van Stanislas Vilain XIIII (KP)
36. Stanislas Vilain XIIII (KP), zoon van Charles Vilain XIIII
37. Charles Vilain XIIII (KP), zoon van Charles Hippolyte Vilain XIIII (KP)
38. Philippe Vilain XIIII (KP), zoon van Charles Hippolyte Vilain XIIII (KP)
39. André Vlerick, schoonzoon van Gustave Sap
40. Geertrui Windels, vrouw van Herman Van Rompuy
41. Martin Van Peteghem, vader van Vincent Van Peteghem
42. Koen Geens, schoonzoon van Jos Dupré
43. Thomas Vints, kleinzoon van Marcel Vints

### Open Vld(en voorgangers Liberale Partij, PVV en VLD)
1. Bert Anciaux, zoon van Vic Anciaux (VU)
2. Koen Anciaux, zoon van Vic Anciaux (VU)
3. Emile Braun, (liberaal), broer van Alexandre Braun (KP)
4. Jacky Buchmann, schoonzoon van Paul Kronacker
5. Fons Borginon, kleinzoon van Hendrik Borginon (VNV)
6. Miguel Chevalier, broer van Pierre Chevalier
7. Rik Daems, zoon van Jos Daems
8. Yannick De Clercq, zoon van Willy De Clercq
9. Mathias De Clercq, zoon van Yannick De Clercq
10. Ariane De Croo, dochter van Herman De Croo
11. Alexander De Croo, zoon van Herman De Croo
12. Herman De Croo, zoon van Constantin De Croo
13. Jean-Jacques De Gucht, zoon van Karel De Gucht
14. Charles de Kerchove de Denterghem, zoon van Constant de Kerchove de Denterghem
15. Oswald de Kerchove de Denterghem, zoon van Charles de Kerchove de Denterghem
16. André de Kerchove de Denterghem, neef van Oswald de Kerchove de Denterghem
17. Patrick Dewael, kleinzoon van Arthur Vanderpoorten
18. Hilde Eeckhout, dochter van Basiel Eeckhout
19. Wouter Gabriëls, zoon van Jaak Gabriëls
20. Jan Kempinaire, zoon van André Kempinaire
21. Egbert Lachaert, zoon van Patrick Lachaert
22. Hippolyte Lippens, schoonzoon van Charles de Kerchove de Denterghem
23. Karel Poma, zoon van Karel Poma
24. Willem-Frederik Schiltz, zoon van Hugo Schiltz (spirit)
25. Ann Selleslagh, dochter van Chris Selleslagh
26. Bart Somers, zoon van Joos Somers (Volksunie)
27. Martine Taelman, dochter van Willy Taelman
28. Herman Vanderpoorten, zoon van Arthur Vanderpoorten
29. Marleen Vanderpoorten, dochter van Herman Vanderpoorten
30. Eva Vanhengel, dochter van Guy Vanhengel
31. Dirk Verhofstadt, broer van Guy Verhofstadt
32. Jef Valkeniers, oom van Bruno Valkeniers (Vlaams Belang)
33. Pascale Vanaudenhove, dochter van Omer Vanaudenhove
34. Valère Vautmans, oom van Hilde Vautmans
35. Freddy Vreven, zoon van Raoul Vreven

### Vooruit(en voorgangers BWP, SP en sp.a)
1. Bert Anciaux (sp.a), zoon van Vic Anciaux (VU)
2. Roel Anciaux, zoon van Vic Anciaux (VU)
3. Stijn Bex (sp.a), zoon van Jos Bex (sp.a)
4. Frank Van Acker, zoon van Achille Van Acker
5. Edward Anseele jr., zoon van Edward Anseele
6. Kurt De Loor, zoon van Herman De Loor
7. Michèle Hostekint, dochter van Patrick Hostekint
8. Bernard Van Hoeylandt, zoon van Karel Van Hoeylandt
9. Maya Detiège, dochter van Leona Detiège, zelf dochter van Frans Detiège
10. Bruno Tobback, zoon van Louis Tobback
11. Hilde Claes, dochter van Willy Claes
12. Freya Van den Bossche, dochter van Luc Van den Bossche
13. Peter Vanvelthoven, zoon van Louis Vanvelthoven
14. Ingrid Lieten, dochter van Lisette Croes
15. Marie-Paule Quix (sp.a), echtgenote van Vic Anciaux (VU)
16. Conner Rousseau, zoon van Christel Geerts

### N-VA(en voorganger Volksunie)
1. Lieve Maes, dochter van Bob Maes
2. Matthias Storme, zoon van Marcel Storme (CD&V)
3. Sander Loones, zoon van Jan Loones
4. Cieltje Van Achter, schoondochter van Geert Bourgeois

### Vlaams Belang(en voorganger Vlaams Blok)
1. Koen Dillen, zoon van Karel Dillen
2. Marijke Dillen, dochter van Karel Dillen
3. Bart Laeremans, kleinzoon van Leo Wouters (Volksunie)
4. Rob Verreycken, zoon van Wim Verreycken
5. Bruno Valkeniers, neef van Jef Valkeniers (Open Vld)
6. Hans Verreyt, zoon van Johan Verreyt
7. Steven Creyelman, broer van Frank Creyelman
8. Sandy Neel, nicht van Staf Neel en dochter van Theo Neel
9. Theo Neel, broer van Staf Neel
10. Jules Neel, broer van Staf Neel
11. Dominiek Sneppe, schoondochter van Roger Spinnewyn
12. John Spinnewyn, zoon van Roger Spinnewyn
13. Tijl Spinnewyn, zoon van Roger Spinnewyn
14. Jim Spinnewyn, zoon van Roger Spinnewyn
15. Patrick Spinnewyn, zoon van Roger Spinnewyn
16. Emma Vanhecke, moeder van Frank Vanhecke
17. Marie-Rose Morel, dochter van Chris Morel (CVP, later N-VA)

## Politici verkozen in Franstalige kiesomschrijvingen

### cdH(en voorgangers Parti catholique en PSC)
1. Harold Ch. d'Aspremont Lynden (KP), zoon van Charles d'Aspremont Lynden (KP) en kleinzoon van Paul de Favereau (KP)
2. Charles d'Aspremont Lynden (KP), kleinzoon van Guillaume d'Aspremont Lynden (KP) en schoonzoon van Paul de Favereau (KP)
3. Alexandre Braun, (KP) broer van Emile Braun, (Liberaal)
4. Benoît Cerexhe, zoon van Etienne Cerexhe
5. Charles-Ferdinand Nothomb, zoon van Pierre Nothomb en nazaat van Jean-Baptiste Nothomb
6. Alphonse Nothomb (KP), halfbroer van Jean-Batiste Nothomb (LP)
7. Dominique Harmel, zoon van Pierre Harmel
8. Benoît Langendries, zoon van Raymond Langendries
9. Benoît Lutgen, zoon van Guy Lutgen
10. Clotilde Nyssens, (KP), achter klein nicht van Albert Nyssens, (KP) en achter klein-dochter van Alexandre Braun, (KP)
11. Melchior Wathelet, zoon van Melchior Wathelet

### FDF
1. Bernard Clerfayt zoon van Georges Clerfayt (FDF)
2. Olivier de Clippele zoon van Jean-Pierre de Clippele
3. Anne Humblet, dochter van Antoine Humblet (PSC)
4. Martine Payfa dochter van Andrée Payfa en Marcel Payfa
5. Caroline Persoons, dochter van François Persoons (PSC)
6. Antoinette Spaak, dochter van Paul-Henri Spaak (Parti Socialiste (België)|PS)

### MR(en voorgangers Parti libéral en PLP)
1. Anne Barzin, dochter van Jean Barzin
2. Chantal Bertouille, dochter van André Bertouille
3. Véronique Cornet dochter van Philippe Cornet
4. Philippe Cornet, zoon van Clotaire Cornet
5. Christine Defraigne, dochter van Jean Defraigne
6. André Denis, zoon van Robert Denis
7. Hubert Dolez, broer van François Dolez
8. Denis Ducarme, zoon van Daniel Ducarme
9. Lucas Ducarme, zoon van Daniel Ducarme
10. Renaud Duquesne, zoon van Antoine Duquesne
11. Gilles Foret, zoon van Michel Foret
12. Paul Janson, vader van Paul-Emile Janson (POB) en Marie Spaak-Janson (PL), grootvader van Paul-Henri Spaak (PS) en overgrootvader van Antoinette Spaak (FDF)
13. Marie Spaak-Janson (PL), dochter van Paul Janson (PL), broer van Paul-Emile Janson, moeder van Paul-Henri Spaak (PS) en grootmoeder van Antoinette Spaak (FDF)
14. Charles Michel, zoon van Louis Michel
15. Mathieu Michel, zoon van Louis Michel
16. Georges Mundeleer, zoon van Léon Mundeleer
17. Jean-Batiste Nothomb (LP), halfbroer van Alphonse Nothomb (KP)
18. Philippe Pivin, zoon van Jacques Pivin
19. Alex Tromont, zoon van Michel Tromont
20. Jacques Simonet, zoon van Henri Simonet

### PS(en voorgangers Parti Ouvrier Belge en Parti Socialiste Belge)
1. Maurice Bologne (RW), zoon van Joseph Bologne
2. Christophe Collignon, zoon van Robert Collignon
3. Robert Collignon, zoon van Emile Collignon
4. Jean-Louis Daerden, broer van Michel Daerden
5. Frédéric Daerden, zoon van Michel Daerden
6. Allison De Clercq, dochter van Jean-Pierre De Clercq
7. Jean-Marc Delizée, zoon van Roger Delizée
8. Jean-Maurice Dehousse, zoon van Fernand Dehousse
9. Françoise Dupuis, echtgenote van Philippe Moureaux
10. Alain Mathot, zoon van Guy Mathot
11. José Happart, broer van Jean-Marie Happart
12. Grégory Happart, zoon van Jean-Marie Happart
13. Paul-Emile Janson, zoon van Paul Janson (PL) en broer van Marie Spaak-Janson (PL)
14. Paul-Henri Spaak, zoon van Marie Spaak-Janson (PL), kleinzoon van Paul Janson (PL) en vader van Antoinette Spaak (FDF)
15. Jean-Joseph Merlot, zoon van minister Joseph Merlot
16. Maurice Mottard, zoon van Gilbert Mottard
17. Philippe Moureaux, zoon van Charles Moureaux
18. Serge Moureaux, zoon van Charles Moureaux (PRL)
19. Catherine Moureaux, dochter van Philippe Moureaux en Françoise Dupuis
20. Laurette Onkelinx, dochter van Gaston Onkelinx
21. Alain Onkelinx, zoon van Gaston Onkelinx
22. Sophie Pécriaux, dochter van Nestor-Hubert Pécriaux
23. Jean-Claude Van Cauwenberghe, zoon van André Van Cauwenberghe
24. Philippe Van Cauwenberghe, zoon van Jean-Claude Van Cauwenberghe
25. Laurence Wilgaut, dochter van Michel Wilgaut

## Voetnoten
1. ↑  1 op 10 Vlaamse verkozenen 'erft' zitje, Het Nieuwsblad, 14 april 2009